# Хилл, Сьюзен
Дама Сью́зен Хилл (англ. Susan Hill; 5 февраля 1942 года) — английская писательница.

## Биография
Сьюзен Хилл родилась 5 февраля 1942 года в Скарборо. Образование получила в Лондоне в Королевском колледже (King's College, Cambridge). В течение 5 лет Хилл была литературным критиком газеты Coventry Evening Telegraph и делала критические обзоры художественной литературы для периодических изданий. Признание к Сьюзен Хилл пришло очень рано: в 1970 г. в возрасте двадцати восьми лет молодая писательница, на счету которой было уже три романа, стала лауреатом одновременно двух видных литературных премий Великобритании: Сомерсета Моэма за роман «Я — в замке король» и Совета искусств за сборник рассказов «Альбатрос». Не остались без внимания и более поздние её произведения: роман «Ночная птица» (1972) был удостоен премии Уайтбреда, а второй сборник рассказов, «Когда поют и танцуют» (1973), — премии Ллеввелина Райса.
Автор 30 книг.

### Романы
1. «Ограда» / The Enclosure (Hutchinson & Co.[англ.], 1961)
2. «Сделай мне одолжение» / Do Me a Favour[англ.] (Hutchinson & Co.[англ.], 1963)
3. «Джентльмены и леди» / Gentleman and Ladies[англ.] (Hamish Hamilton[англ.], 1968; Penguin Books, 1970)
4. «Перемены к лучшему» / A Change for the Better[англ.] (Hamish Hamilton[англ.], 1969; Penguin Books, 1971)
5. «Я в замке король» / I’m the King of the Castle[англ.] (Hamish Hamilton[англ.], 1970; Penguin Books, 1972)
6. «Странная встреча» / Strange Meeting[англ.] (Hamish Hamilton[англ.], 1971; Penguin Books, 1973)
7. «Ночная птица» / The Bird of Night (Hamish Hamilton[англ.], 1972; Penguin Books, 1973)
8. «Однажды весенней порой» / In the Springtime of the Year[англ.] (Hamish Hamilton[англ.], 1973; Penguin Books, 1974)
9. «Женщина в чёрном» / The Woman in Black: A Ghost Story (Hamish Hamilton[англ.], 1983; Penguin Books, 1983)
10. «Воздух и ангелы» / Air and Angels[англ.] (Sinclair Stevenson[англ.], 1991; Mandarin Paperback[англ.], 1993)
11. «Туман в зеркале: Призрачная история» / The Mist in the Mirror: A Ghost Story[англ.] (Hamish Hamilton[англ.], 1992; Mandarin Paperback[англ.], 1993)
12. «Миссис де Уинтер» / Mrs de Winter[англ.] (Sinclair Stevenson[англ.], 1993; Mandarin Paperback[англ.], 1994)

## Награды
- 1970 — Премия Совета искусств за сборник рассказов «Альбатрос»
- 1971 — Премия Сомерсета Моэма за роман «Я — в замке король»
- 1972 — Премия Уайтбреда (Премия Коста; англ. Costa Book Awards) за роман «Ночная птица»
- 1973 — Премия Ллеввелина Райса за сборник рассказов «Когда поют и танцуют»
- 1988 — Детская книжная премия «Нестле» (англ. Nestle Children’s Book Prize)